# Mieres, Asturias
Mieres là một đô thị trong cộng đồng tự trị của Công quốc Asturias, Tây Ban Nha. Dân số xấp xỉ 45.000 người.